# Le Fuyard
Pour plus de détails, voir Fiche technique et Distribution.
Le Fuyard (Беглец, Beglets) est un film russe réalisé par Alexandre Volkoff, sorti en 1914,.

## Fiche technique
- Photographie : Nikolaï Efremov